# Coccycua
Coccycua is een geslacht van vogels uit de familie koekoeken (Cuculidae). Het geslacht telt drie soorten.

## Soorten
- Coccycua cinerea – Grauwe koekoek
- Coccycua minuta – Kleine eekhoornkoekoek
- Coccycua pumila – Dwergkoekoek